# Ronald Landa
Ronald Alexander Landa é um guitarrista de metal dos países baixos. Ficou conhecido por sua carreira na banda de metal sinfônico Delain, da qual não faz mais parte desde o final de 2009. Atualmente reside em Schiedam, Países Baixos. Suas bandas e artistas favoritos são Metallica, Within Temptation, Slipknot, Pain of Salvation, Alanis Morissette, Bløf, Soilwork e Dimmu Borgir. Do repertório do Delain, tem como faixas varotias "The Gathering" e "Frozen".

## Biografia
Landa se interessou por música quando era muito jovem. Ficava admirado por qualquer coisa ou qualquer um que tivesse algo a ver com música. Sua admiração era tanta que ele tinha mania de ouvir rádio com o dedo preparado para gravar qualquer música que ele gostasse na hora, gastando todas as fitas em gravações de músicas pela metade. Sempre que colocava as mãos num teclado ou piano tentava reproduzir as músicas, mesmo sem ter noção alguma de teoria musical.
Começou a estudar realmente música quando entrou para o colégio, pois na sua escola havia uma sala especial cheia de instrumentos para que os alunos interessados pudessem se encontrar musicalmente. Começou aos 12 anos como vocalista mas depois mudou para a guitarra. Depois de muita discussão com sua mãe, ela aceitou sua escolha e lhe deu seu primeiro violão. Landa diz que esse foi um dos dias mais felizes da vida dele.
Foi na escola também que Landa formou sua primeira banda, inicialmente como vocalista. Faziam cover de bandas como The Beatles e Roy Orbison, entre outros. Depois de fazer seu primeiro show em frente a 500 familiares, professores, amigos de classe e colégio, Landa decidiu que era realmente isso que ele queria para a sua vida.
Mais tarde, Landa conheceu bandas como Metallica e Sepultura. Ele adorou o som, as letras e a intensidade das músicas e a partir desse momento resolveu se dedicar exclusivamente ao gênero metal.
Depois de ter participado em várias bandas de metal, juntou-se à banda fundada por Martijn Westerholt: Delain. Infelizmente, após dois anos, Landa sai da banda no final de 2009. Dizia estar insatisfeito consigo mesmo na banda e com as decisões dos membros da banda. Mesmo assim, Landa diz que aprendeu muito com cada um dos integrantes do Delain.
Enjoado do metal sinfônico que fez por tanto tempo na banda Delain, Landa resolve voltar às origens do rock e fazer músicas simples e alegres. Atualmente está com uma nova banda de quatro integrantes(contando com ele) que irá adotar seu novo estilo musical. O nome da banda e dos três integrantes foram mantidos em segredo e Landa foi revelando aos poucos um por um. A ideia do próximo álbum é criar um álbum bem alegre que faça as pessoas rirem, cantarem e se sentirem bem. Landa promete fazer rock do seu próprio jeito.
Em março de 2010, Landa revela em seu site oficial o nome de dois dos integrantes da sua nova banda. Trata-se de Ad Sluijter(ex-Epica) e Andre Borgman (ex-After Forever), que irão tomar lugar na guitarra e bateria, respectivamente. Após muitas especulações de que Rob van der Loo(ex-Delain) entraria na banda como baixista, finalmente em abril de 2010 é divulgado no site oficial o nome do novo baixista: Mats van der Valk(guitarrista na banda Autumn e baterista na banda Dejafuse).

## Discografia

### Com Delain

#### Álbuns
- April Rain (2009)

#### Compactos
- "April Rain" (2009)
- "Stay Forever" (2009)